# Michele Gabellone
Michele Gabellone, (Nàpols (Campania), 1692 - Idem. 19 de gener, 1740), va ser un compositor italià molt conegut per les seves òperes.

## Òperes
- La Cantarina (3 actes, comèdia per a música, libret d'A. Piscopo, Carnaval 1728, Nàpols, "Teatro dei Fiorentini")
- La Ciulla o puro Chi fa freuma arriva a tutto (comèdia per a música, llibret de Carlo De Palma), Primavera 1728, Nàpols, Teatro dei Fiorentini)
- La fenta schiava, chelleta pe mmuseca (1728, Nàpols, "Teatro dei Fiorentini"
- Ammore VO Speranza comèdia per a música, llibret de De Palma, Carnaval 1729, Nàpols, "Teatro dei Fiorentini"
- Adone re di Cipro (drama per a música, llibret de Filippo Vanstryp, Carnaval 1731, Roma, "Teatro Capranica")
- Li dispiette amoruse (comèdia per a música, llibret d'Antonio Palomba, tardor de 1731, Nàpols, Teatre Nuovo)

Entre les seves moltes obres del gènere religiós, s'assenyala la seva Missa de Rèquiem, que elogiava granment Giovanni Paisiello. A més, fugides, se li deuen, Misereres, Tantum ergo i una Passió.